# Marogong
Marogong (Bayan ng Marogong) är en kommun i Filippinerna. Kommunen ligger på ön Mindanao, och tillhör provinsen Lanao del Sur. Folkmängden uppgår till 16 165 invånare.

## Barangayer
Marogong är indelat i 24 barangayer.
| - Balut - Bagumbayan - Bitayan - Bolawan - Bonga - Cabasaran - Cahera - Cairantana - Canibongan - Diragun - Mantailoco - Mapantao | - Marogong East - Marogong Proper (Pob.) - Mayaman - Pabrica - Paigoay Coda - Pasayanan - Piangologan - Puracan - Romagondong - Sarang - Cadayonan - Calumbog |